# Raffetot
Raffetot é uma comuna francesa na região administrativa da Normandia, no departamento de Sena Marítimo. Estende-se por uma área de 6,87 km². Em 2010 a comuna tinha 512 habitantes (densidade: 74,5 hab./km²).